# Benala curticeps
Benala curticeps är en insektsart som beskrevs av Rauno E. Linnavuori och Delong 1979. Benala curticeps ingår i släktet Benala och familjen dvärgstritar. Inga underarter finns listade i Catalogue of Life.